# Kabinett Kristrún Frostadóttir
Das Kabinett Kristrún Frostadóttir ist seit dem 21. Dezember 2024 die aktuelle Regierung Islands. Es handelt sich um eine Koalition aus der sozialdemokratischen Allianz, der liberalen Viðreisn und der populistischen Flokkur fólksins. Premierministerin ist Kristrún Frostadóttir (Allianz).

## Geschichte
Nach dem Auseinanderbrechen der Koalition aus Links-Grüner Bewegung, Unabhängigkeitspartei und Fortschrittspartei, die seit 2017 die Regierung Islands gebildet hatte – bis April 2024 unter Katrín Jakobsdóttir von der Links-Grünen Bewegung und zuletzt unter Bjarni Benediktsson von der Unabhängigkeitspartei als Premierminister –, fand im November 2024 eine vorgezogene Parlamentswahl statt. Stärkste Partei im Althing wurde mit 20,8 % der Stimmen und 15 Sitzen die sozialdemokratische Allianz. Deren Vorsitzende Kristrún Frostadóttir wurde somit von Staatspräsidentin Halla Tómasdóttir mit der Regierungsbildung beauftragt. Kristrún Frostadóttir gelang es, eine Koalition mit den Parteien Viðreisn und Flokkur fólksins zu bilden, die über eine Mehrheit von 36 Sitzen im 63-köpfigen Althing verfügt. Als Ziele der neuen Regierung hat Kristrún Frostadóttir unter anderem eine Stabilisierung der isländischen Wirtschaft, die Bekämpfung der Wohnungskrise und der Armut sowie Investitionen in Gesundheit und Wohlfahrt angekündigt. Die Stellung der isländischen Sprache soll gestärkt werden. Dies alles soll laut Þorgerður Katrín Gunnarsdóttir von der Koalitionspartnerin Viðreisn ohne eine Erhöhung der Einkommensteuer oder der Steuern für juristische Personen erfolgen. Die neue Regierung wurde in der Sitzung des Staatsrats vom 21. Dezember 2024 eingesetzt.
In der medialen Berichterstattung wurde die starke Vertretung von Frauen in der neuen isländischen Regierung hervorgehoben: Alle drei Koalitionsparteien haben eine weibliche Vorsitzende, erstmals ist eine isländische Regierung mehrheitlich von Frauen besetzt, und zum ersten Mal in der isländischen Geschichte amtieren gleichzeitig eine Staatspräsidentin und eine Premierministerin. Die Regierung wird daher in den isländischen Medien Walkürenregierung (isländisch valkyrjustjórn) genannt.

## Regierungsmitglieder
| Ressort                                 | Bild | Minister                          | Zeitraum                            | Partei           |
| --------------------------------------- | ---- | --------------------------------- | ----------------------------------- | ---------------- |
| Premierministerin                       |      | Kristrún Frostadóttir             | seit 21. Dezember 2024              | Allianz          |
| Auswärtiges                             |      | Þorgerður Katrín Gunnarsdóttir    | seit 21. Dezember 2024              | Viðreisn         |
| Soziales und Wohnungswesen              |      | Inga Sæland                       | seit 21. Dezember 2024              | Flokkur fólksins |
| Gewerbe                                 |      | Hanna Katrín Friðriksson          | seit 21. Dezember 2024              | Viðreisn         |
| Kultur, Innovation und Hochschulbildung |      | Logi Einarsson                    | seit 21. Dezember 2024              | Allianz          |
| Justiz                                  |      | Þorbjörg Sigríður Gunnlaugsdóttir | seit 21. Dezember 2024              | Viðreisn         |
| Bildung und Kinderbelange               |      | Ásthildur Lóa Þórsdóttir          | 21. Dezember 2024 bis 20. März 2025 | Flokkur fólksins |
| Bildung und Kinderbelange               |      | Guðmundur Ingi Kristinsson        | seit 23. März 2025                  | Flokkur fólksins |
| Verkehr und Kommunen                    |      | Eyjólfur Ármannsson               | seit 21. Dezember 2024              | Flokkur fólksins |
| Umwelt, Energie und Klima               |      | Jóhann Páll Jóhannsson            | seit 21. Dezember 2024              | Allianz          |
| Gesundheit                              |      | Alma D. Möller                    | seit 21. Dezember 2024              | Allianz          |
| Finanzen und Wirtschaft                 |      | Daði Már Kristófersson            | seit 21. Dezember 2024              | Viðreisn         |